# Nils Gustaf Granath
Nils Gustaf Hampus Teodolf Kasimir Granath, född 27 juli 1896 i Finspång, död 26 april 1937, var en svensk kompositör, sångtextförfattare och affischdesigner.